# Besenwerfen
Besenwerfen (auch Bessensmieten) ist eine norddeutsche Sportart, die im Freien nach den Regeln des Boßelns gespielt wird. Dabei treten zwei Mannschaften gegeneinander an und versuchen, mit möglichst wenigen Würfen eine vorgegebene Strecke zurückzulegen, typischerweise einige Kilometer.
Jede Mannschaft hat einen Reisigbesen (ohne Stiel), der ähnlich wie ein Schleuderball geworfen wird. Der Besen muss immer genau von dort aus geworfen werden, wo er vorher gelandet war. Innerhalb einer Mannschaft wird reihum geworfen. Es ist immer diejenige Mannschaft am Zug, die hinten liegt (d. h. noch weiter vom Ziel entfernt ist).
Besenwerfen lässt sich auch gut dort betreiben, wo wegen der schlechten Wege oder des dichten Bewuchses (Wald) das Boßeln oder Klootschießen nicht möglich ist. Anders als Boßeln und Klootschießen ist Besenwerfen aber nur eine „Spaßsportart“, die nicht ernsthaft bzw. in offiziellen Wettkämpfen ausgetragen wird.
Das Besenwerfen wird hauptsächlich in Ostfriesland und im Frühjahr ausgeübt, so z. B. im Landkreis Wittmund (in Wittmund am Rosenmontag) und in einigen Orten rund um Aurich; aber auch in anderen friesischen Regionen wird dieser Sport ausgeübt. Besenwerfen zählt zu den klassischen Sportdisziplinen des Friesensports.